# Susana Harp
Susana Harp nome completo: Susana Harp Iturribarría (Oaxaca de Juárez, 8 aprile 1968) è una cantante messicana.

## Biografia
Nata a Oaxaca de Juárez l'8 aprile 1968 da madre messicana e padre libanese, cominciò a studiare canto nell'adolescenza, verso i 15-16 anni. Laureatasi a 22 anni in Psicologia della Gestalt, ebbe la sua grande opportunità artistica nel 1996, quando cominciò a lavorare al Progetto Xquenda (in idioma zapoteco: xquenda, anima), dove cantò canzoni in zapoteco, náhuatl, mixe e in  spagnolo.

## Discografía
- 1997 Xquenda.
- 2000 Béele crúu (Cruz del cielo).
- 2002 Mi tierra.
- 2003 Arriba del cielo.
- 2005 Ahora.
- 2008 Fandangos de ébano.
- 2009 De jolgorios y velorios.
- 2010 Mi tierra, Vol. II.
- 2012 Aguadiosa.